# Pityopsis graminifolia
Pityopsis graminifolia là một loài thực vật có hoa trong họ Cúc. Loài này được (Michx.) Nutt. miêu tả khoa học đầu tiên năm 1840.